# Iamonta
Iamonta is een plaats en commune in Madagaskar, behorend tot het district Vondrozo. Tijdens de laatste volkstelling (2001) telde de plaats 6.300 inwoners. 
De plaats biedt alleen lager onderwijs. 99% van de inwoners werkt in de landbouw, de belangrijkste landbouwproducten zijn rijst en peper; andere belangrijke producten zijn koffie en cassave. In de dienstensector werkt 1% van de inwoners. 